# Grote Himalaya

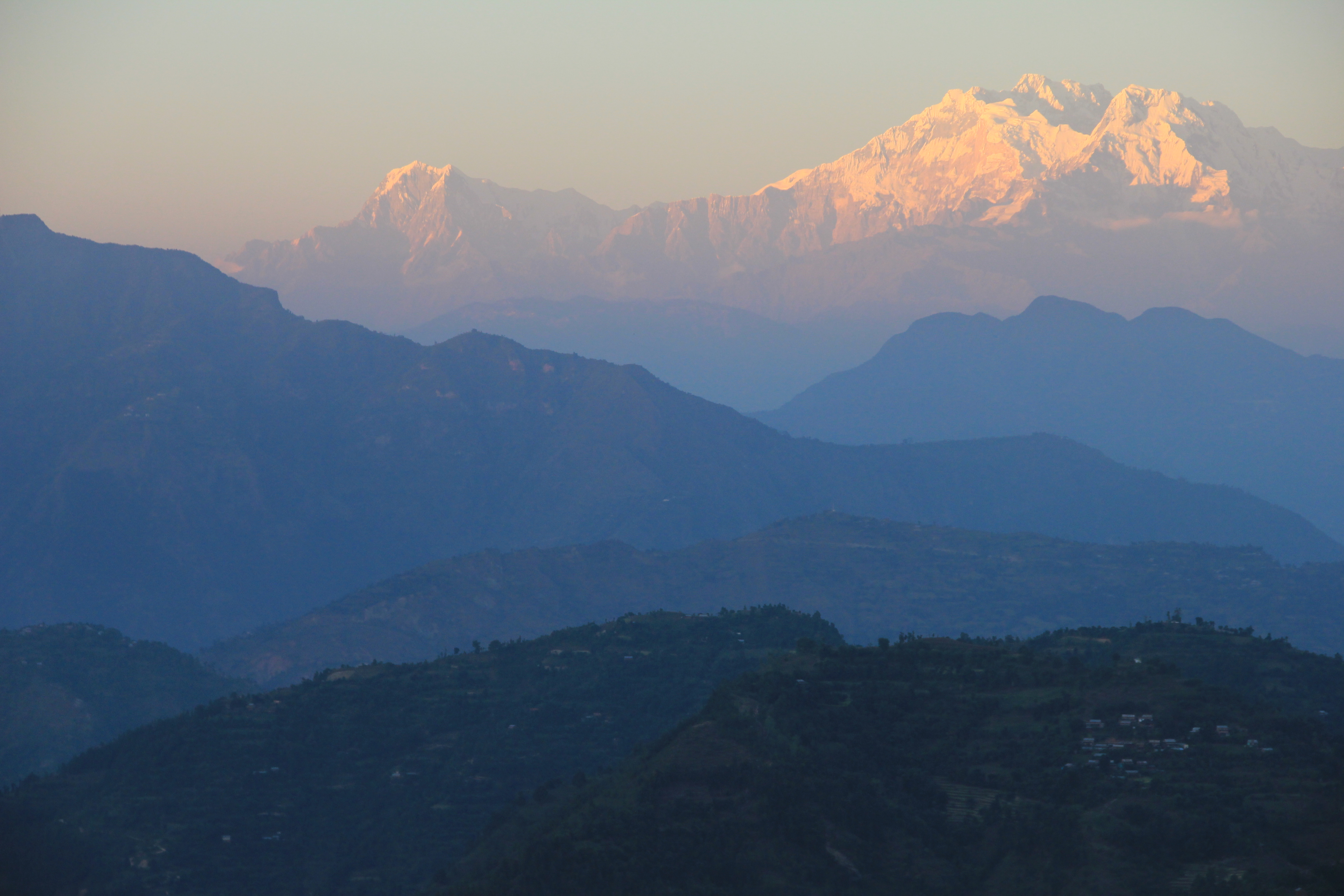
De besneeuwde Annapurna Himal, deel van de Grote Himalaya, met op de voorgrond de Kleine Himalaya. Tansen, Nepal.

De Grote Himalaya (Engels: Great Himalaya of Greater Himalaya) is het hoogste deel van de Himalaya. De naam wordt gebruikt om dit deel van de Himalaya te onderscheiden van de lagere Kleine Himalaya aan de Indiase, en de Trans-Himalaya aan de Tibetaanse kant van het gebergte.
De Grote Himalaya is een 2400 km lange keten van bergmassieven, van de Namjagbarwa in het oosten tot de Nanga Parbat in het westen. Op een aantal plekken wordt de keten doorbroken door klovige doorbraakdalen van rivieren. In het westen van de Himalaya is de breedte van het gebergte groter en is het onderscheid daarom duidelijker.